# Pryor Creek
Pryor Creek település az Amerikai Egyesült Államok Oklahoma államában, Mayes megyében, melynek megyeszékhelye is. Lakosainak száma 9444 fő (2020. április 1.).

## Népesség
A település népességének változása:
| Lakosok száma | 8659 | 9539 | 9444 |
|               | 2000 | 2010 | 2020 |